# US Tourcoing
US Tourcoing FC – francuski klub piłkarski z siedzibą w Tourcoing.

## Historia
Union Sport Tourcoing Football Club został założony w 12 maja 1898 jako Union Sport Tourcoing. Klub czterokrotnie wygrywał mistrzostwa regionu Nord w 1900, 1909, 1910, 1912. Dzięki temu klub mógł startować w rozgrywkach o mistrzostwo Francji.
W 1910 roku Tourcoing po wygraniu w finale 7-2 Stade Helvétique Marsylia zdobyło mistrzostwo Francji. W 1921 roku klub dotarł do półfinału Pucharu Francji, gdzie przegrał z Olympique Paryż. W 1933 roku klub uzyskał status profesjonalny i wystartował w premierowym sezonie Division 2. Już w 1935 roku stracił status zawodowy i został zdegradowany z Division 2. W 1937 roku klub odzyskał status profesjonalny i na dwa sezony powrócił do Division 2.
W 1944 roku klub połączył się z RC Roubaix i Excelsiorem Roubaix tworząc nowy klub – CO Roubaix-Tourcoing. Nowy klub w latach 1945–1955 występował Division 1, w 1947 roku zdobywając mistrzostwo Francji. W 1957 roku Tourcoing odłączył się od klubu i ponownie zaczął funkcjonować jako samodzielny byt. Tourcoing występował w niższych klasach rozgrywkowych, najwyżej grając w Division 4.
W 1990 roku klub połączył się z AS Jean-Macé Tourcoing tworząc klub piłkarski Tourcoing FC. W 2010 roku klub zmienił nazwę na US Tourcoing FC. Obecnie klub występuje w Promotion d’Honneur, która jest ósmą klasą rozgrywkową.

## Sukcesy
- Mistrzostwo Francji: 1910.
- półfinał Pucharu Francji : 1921.
- mistrzostwo regionu Nord USFSA (4): 1900, 1909, 1910, 1912
- 4 sezony w Division 2: 1933-1935, 1937-1939.

## Reprezentanci kraju grający w klubie
| - Noël Lietaer - Gabriel Hanot | - Michael Klukowski |